# التصفيات المؤهلة لدوري أبطال آسيا 2021
سيتم لعب مباريات التصفيات المؤهلة لدوري أبطال آسيا 2021 في الفترة من مارس 2021 إلى أبريل 2021. سيتنافس 19 فريقًا في التصفيات المؤهلة لتحديد ثمانية من 40 مكانًا في مرحلة المجموعات من دوري أبطال آسيا 2021.

## الفرق
الـ 19 فريق، مقسمة إلى منطقتين (المنطقة الغربية والمنطقة الشرقية) ، تدخل في التصفيات المؤهلة، والتي تتكون من ثلاث مراحل:
- 6 فرق تدخل في الجولة التمهيدية.
- 13 فريقًا يدخلون في مرحلة الإقصائيات.

| المنطقة  | مرحلة الإقصائيات | الجولة التمهيدية                                         |
| -------- | --- | -------------------------------------------------------- |
| غرب آسيا | - الغرافة - الوحدة - فولاد خوزستان - الوحدة - العين - الزوراء - القوة الجوية - اجمك                                      |                                                          |
| شرق آسيا | - شانغهاي إس آي بي جي (بكين سينوبو غوان) - سيريزو أوساكا - بوهانغ ستيلرز - دايجو - شيانج ري يونايتد - راتشابوري ميتر فول | - ملبورن سيتي - بريزبان رور - كايا–إيلويلو - شان يونايتد |

## الجدول
| الجولة           | تاريخ المباراة |
| ---------------- | -------------- |
| الجولة التمهيدية | مارس 2021      |
| الجولة الإقصائية | إبريل 2021     |

## الجولة التمهيدية
| فريق 1      | نتيجة | فريق 2                    |
| ----------- | ----- | ------------------------- |
| بريزبان رور | ألغيت | كايا–إيلويلو تأهل تلقائيا |
| ملبورن سيتي | ألغيت | شان يونايتد               |

## مرحلة الإقصائيات
| فريق 1        | نتيجة                 | فريق 2       |
| ------------- | --------------------- | ------------ |
| الغرافة       | 0–1 (ب.و.إ.)          | اجمك         |
| الوحدة        | 1–1 (ب.و.إ.) (2–3 ج.) | القوة الجوية |
| فولاد خوزستان | 4–0                   | العين        |
| الوحدة        | 2–1                   | الزوراء      |

| فريق 1                     | نتيجة | فريق 2                            |
| -------------------------- | ----- | --------------------------------- |
| شانغهاي إس آي بي جي        | 0–1   | كايا–إيلويلو                      |
| سيريزو أوساكا تأهل تلقائيا | ألغيت | الفائز الثاني من الجولة التمهيدية |
| بوهانغ ستيلرز              | ألغيت | راتشابوري ميتر فول                |
| دايجو                      | ألغيت | شيانج ري يونايتد                  |

### غرب آسيا
| الغرافة | 0–1 (ب.و.إ.) | اجمك              |
| ------- | ------------ | ----------------- |
|         | Source       | جوفان دوكيتش 120' |

| الوحدة                                                                             | 1–1 (ب.و.إ.) | القوة الجوية                             |
| ---------------------------------------------------------------------------------- | ------------ | ---------------------------------------- |
| يوسف نياكاتي 24'                                                                   | Source       | أيمن حسين 90+2'                          |
| ركلات الترجيح                                                                      |              |                                          |
| - يوسف نياكاتي - محمد القرني - عبد الكريم القحطاني - مشاري القحطاني - هزاع الغامدي | 2–3          | - ميثم جبار - أمجد راضي - Jabar - Al Ani |

| فولاد خوزستان                               | 4–0                          | العين |
| ------------------------------------------- | ---------------------------- | ----- |
| - حرداني 41' - تشيمبا 49'، 86' - باتوسي 56' | تقرير مباشر تقرير الإحصائيات |       |

| الوحدة                             | 2–1    | الزوراء             |
| ---------------------------------- | ------ | ------------------- |
| - عمر خربين 62' - خليل إبراهيم 77' | Source | علاء عبد الزهرة 46' |

### شرق آسيا
| شانغهاي إس آي بي جي | 0–1    | كايا–إيلويلو |
| ------------------- | ------ | ------------ |
|                     | Source | منزي 17'     |

| سيريزو أوساكا | ألغيت تاهل سيريزو مباشرة | الفائز الثاني من الجولة التمهيدية |
| ------------- | ------------------------ | --------------------------------- |
|               | Source                   |                                   |

| بوهانغ ستيلرز | ألغيت | راتشابوري ميتر فول |
| ------------- | ----- | ------------------ |
|               |       |                    |

| دايجو | ألغيت  | شيانج ري يونايتد |
| ----- | ------ | ---------------- |
|       | Source |                  |

## روابط خارجية
- ، و- AFC.com